# Bip&Go
Bip&Go est une société française, filiale du groupe Sanef, chargée de la commercialisation des abonnements de télépéage Liber-t, carte de recharge, de la gestion des contrats et du service après-vente.

## Historique
Bip&Go est créée en mai 2012 par Alain Minc, ancien président de Sanef. Elle se fait connaître du public pour la première fois en septembre de la même année, lors du Mondial de l'Automobile de 2012.
En fin d'année, Bip&Go noue des partenariats avec deux automobiles Club en Belgique et au Luxembourg : VAB (en Belgique) et ACL (au Luxembourg) qui font connaitre le télépéage français à leurs adhérents et devient début 2013 l’opérateur de télépéage de la société Atlandes, pour être chargé de la gestion des offres à remises Fréquence Landes sur l’A63.
En janvier 2013, la société développe une version anglaise et néerlandaise de son site pour répondre à la demande des habitants frontaliers, et notamment de la Belgique et des Pays-Bas,. Début 2014, Bip&Go traduit son offre et son site en allemand.
En février 2015, SAPN, Albea (A150) et Bip&Go nouent un partenariat. Bip&Go assure la distribution et la gestion de l’offre à remise locale Fréquence A29-A150[source insuffisante].
En 2023, Bip&Go étend ses services de recharge électrique en Europe au-delà de son application mobile et propose une carte de paiement donnant accès à 300 000 bornes.

## Activité et fonctionnement

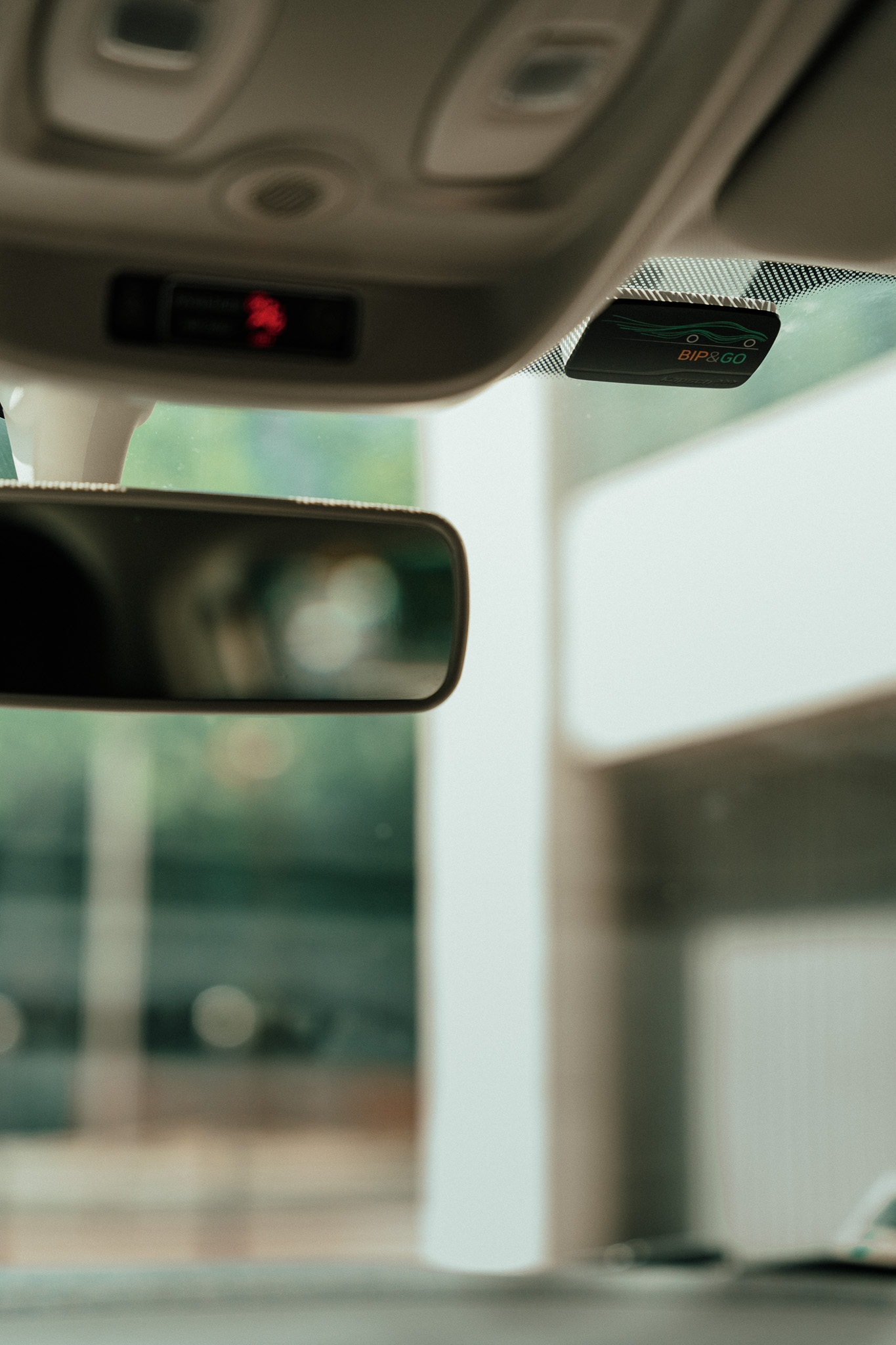
Badge télépéage Bip&Go fixé sur le parebrise d'une voiture.

Les badges télépéage commercialisés par Bip&Go sont valables sur toutes les autoroutes de France, sur de nombreux ouvrages à péages - tels que le Viaduc de Millau, le Pont de Normandie, ou le Pont de Tancarville, ainsi que dans plus de 1 300 parkings équipés du système de détection Liber-t,.
Le centre de relation client de Bip&Go est situé, en France, près de Rouen.

### Parkings télépéage
Bip&Go propose aux automobilistes de réserver une place de stationnement Zenpark dans plus de 1 300 parkings privés, en France, Espagne, Portugal et Italie, tout en facilitant l'accès au parking mais aussi le paiement de la réservation.

### Recharge électrique
Bip&Go propose à ses clients roulant en véhicule électrique une carte de recharge donnant accès à plus de 300 000 bornes.
Cette nouvelle initiative s'adresse notamment aux deux millions de clients de Bip&Go et vise à faciliter la recharge électrique pour les propriétaires de véhicules électrique et hybrides.